# Das dunkle Paradies (2019)
Das dunkle Paradies ist ein österreichischer Fernsehfilm aus der Landkrimi-Filmreihe aus dem Jahr 2019 von Catalina Molina mit Manuel Rubey und Stefanie Reinsperger in den Hauptrollen. Nach Drachenjungfrau (2016) ist dies der zweite Fall mit den Ermittlern Martin Merana und Franziska Heilmayr.
Die Premiere war am 21. März 2019 auf der Diagonale. Ende Oktober 2019 wurde der Film bei den Biberacher Filmfestspielen gezeigt. Die Erstausstrahlung im ORF erfolgte am 10. Dezember 2019. Im ZDF wurde der Film erstmals am 24. August 2020 gezeigt.

## Handlung
In Zell am See wird am Ufer des Zeller Sees die Leiche des Callgirls Irene gefunden. Der erste Verdacht fällt auf Roland Teichtner, einen früheren Junkie, der auch gewalttätig war, kein Alibi hat und die Tote wahrscheinlich als Letzter lebend gesehen hatte. Roland lebt als Alleinerzieher mit seiner kleinen Tochter Mia und seiner Schwester Anni in einem Bootshaus und versucht, nach einigen Schicksalsschlägen wieder auf die Beine zu kommen. Roland war als Fahrer bei Irenes Agentur Serenissima tätig, Agenturchefin ist die gut vernetzte Beate Rottner.
Allerdings kann sich Postenkommandantin Franziska Heilmayr aus Krimml nicht vorstellen, dass Roland ein Mörder ist, zumal Heilmayr eine Beziehung mit Rolands Schwester Anni hat. Auf Annis Bitte beginnt Heilmayr auf eigene Faust zu ermitteln, was dem leitenden Kriminalbeamten, ihrem alten Bekannten Martin Merana, missfällt. Privat befindet sich Heilmayr in einer Krise. Ihre Eltern wünschen sich Enkelkinder und einen Ehemann für ihre Tochter, Franziska dagegen schafft es zunächst nicht, sich vor ihrer konservativen Familie zu outen und öffentlich zu ihrer Freundin zu stehen.
Vom Concierge Leopold „Poidl“ Mitterrupfner erfährt Heilmayr, dass am Tag des Mordes im Serverraum des Hotels gearbeitet wurde. Von ihm erhält sie einen USB-Stick, auf dem sich Aufnahmen der Überwachungskameras aus dem Hotel befinden. Heilmayr gelingt es damit, Merana auf ihre Seite zu ziehen. Er stellt fest, dass die Aufnahmen manipuliert wurden. Von Hoteldirektor Hans Loacker erfahren sie in der Folge den Namen jenes Hotelgastes, der unter dem Pseudonym Humphrey Bogart im Hotel eincheckte und nicht einvernommen wurde. Bei diesem handelt es sich um Khaleed ibn Hamza, einen Geschäftsmann aus Saudi-Arabien, dessen Familie international vernetzt ist. Khaleed gibt an, zur Tatzeit in einer Videokonferenz mit Geschäftspartner gewesen zu sein, das Gespräch wurde mitgeschnitten.
Roland erzählt den Ermittlern, dass er Irene Drogen verkauft hatte. Irene wurde anschließend von einem schwarzen BMW 7er abgeholt. Über Überwachungsaufnahmen finden die Ermittler das Nummernschild des Fahrzeuges heraus. Nachdem dem in Untersuchungshaft befindlichen Roland gedroht wird, dass seiner Tochter Mia etwas zustoßen könnte, legt dieser ein Geständnis ab. Heilmayr glaubt ihm zunächst nicht, Roland verfügt jedoch über Täterwissen. Anni vermutet, dass ihm dieses jemand zugesteckt haben könnte. Heilmayr nimmt an, dass Roland damit seine Tochter schützen möchte. Vom Justizwachebeamten Ankerl erfährt sie, dass er kurzzeitig einen Zellengenossen hatte, und vermutet, dass Roland erpresst wurde.
Von Poidl erhält Heilmayr einen Hinweis auf einen weiteren Hotelgast, der nicht einvernommen wurde. Heilmayr bricht in die Villa der Agentur Serenissima ein, wo Merana einen Mitarbeiter des Außenministeriums wiedererkennt. Benoit, Chef einer belgischen Delegation, die in Zell am See wegen eines Pipelineprojekts der Deltacom verhandelte, ist ein Bekannter des Staatsanwaltes Bernsteiner. Benoit fehlte bei den Verhandlungen in den Tagen nach dem Mord an Irene. Heilmayr und Merana drohen Bernsteiner damit, mit den gesammelten Informationen an die Presse zu gehen, falls das Verfahren gegen Roland nicht eingestellt wird. Roland wird in der Folge freigelassen. Franziska macht Anni einen Heiratsantrag, den diese annimmt. In den Fernsehnachrichten wird über den positiven Abschluss der Deltacom-Verhandlungen berichtet.

## Produktion

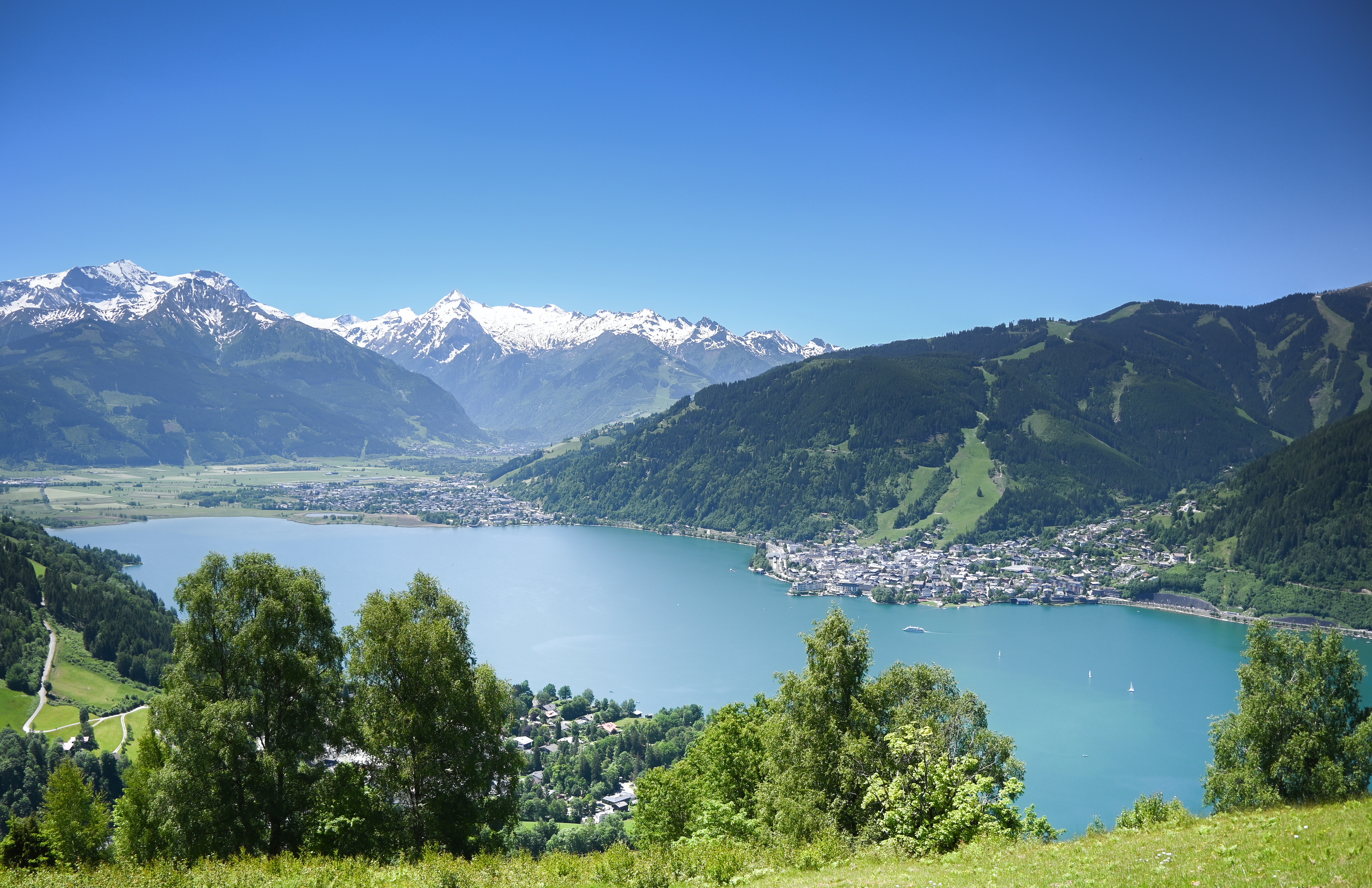
Einer der Drehorte: Zell am See

Die Dreharbeiten fanden vom 15. Oktober bis zum 15. November 2018 statt, gedreht wurde in Salzburg und Niederösterreich. Drehort waren neben Zell am See auch Sankt Pölten, wo Innenaufnahmen entstanden.
Produziert wurde der Film von der Epo-Film, beteiligt waren der Österreichische Rundfunk und das ZDF, unterstützt wurde die Produktion vom Fernsehfonds Austria und dem Land Salzburg.
Für das Kostümbild zeichnete Theresa Kopf verantwortlich, für das Maskenbild Verena Eichtinger und Sam Dopona, für den Ton Klaus Kellermann und für das Szenenbild Katharina Haring und Nina Salak. Für Regisseurin Catalina Molina war dies der zweite Landkrimi nach Drachenjungfrau (2016).

## Rezeption

### Kritiken
Lukas Luger bezeichnete den Film in den Oberösterreichischen Nachrichten als „solide Krimiware mit Potenzial nach oben“ und befand, dass die verbalen Scharmützel zwischen den beiden Ermittlern die besondere Stärke dieses Krimis seien. Der Plot wäre hingegen deutlich weniger raffiniert gestrickt als die Hacheleien der Protagonisten, die Überraschungsmomente seien rar gesät. Das exzellente Schauspielerduo ließe den Zuschauer aber so manche Länge vergessen.
Tilmann P. Gangloff befand bei tittelbach.tv, dass sich dieser Film eine Menge Zeit für die privaten Probleme seiner weiblichen Hauptfigur nehmen würde und demzufolge mehr Drama als Spannungskrimi sei. Der Film beginne mit einer spektakulären Kamerafahrt und wecke damit Erwartungen, die nicht durchweg erfüllt würden. Aus der Hauptfigur würde keine klassische Identifikationsfigur. Das könne man bedauern oder auch begrüßen als ein Beispiel für den Eigensinn eines Charakters und für die von vielen lange vermisste Diversität von Filmfiguren.
Wilfried Geldner schrieb im Weser Kurier, dass der kritische Heimatkrimi versuche, zwei Fliegen mit einer Klappe zu schlagen. Die beiden Handlungsstränge seien, jeder für sich genommen, ein Schwergewicht und verhakten sich etwas umständlich ineinander. Regisseurin Catalina Molina lasse den Protagonistinnen viel freien Lauf. Allerdings würde das zuweilen allzu pathetische Spiel von Stefanie Reinsperger und Andrea Wenzl auch zu einem unausgesprochen starken Plädoyer für Vernunft und Toleranz. Alles andere wirke da fast wie kriminalistischer Zierrat.
Katharina Zeckau meinte auf NWZonline, dass die melancholische, leicht beunruhigende Musik und zarter Frauengesang zu sphärischen Klaviertönen zusammen mit den Bildern der Kamerafahrt über den See einen Sog entwickelten, dem sich der Zuschauer kaum entziehen könne und der die folgenden eineinhalb Stunden anhalten würde. Drehbuchautorin Sarah Wassermair habe ein ganzes Arsenal spannender, abgründiger, schräger Figuren entwickelt, rund um die ungewöhnliche Hauptfigur Franziska Heilmayr. Die von Stefanie Reinsperger atemberaubend gut gespielte, bodenständige Postenkommandantin steche aus dem Krimi-Einerlei heraus.
Klaus Braeuer (dpa) bezeichnete den Krimi als grundsolide inszeniert, große Überraschungen gebe es keine. Dafür würden aber immerhin einige hübsche Humoreinlagen zwischen den beiden Ermittlelnden geboten. Diese würden über die wenig raffiniert erzählte Geschichte hinweghelfen, die leider einige Längen habe. Das Publikum könne der Handlung aber gut folgen und mitraten.
Torsten Wahl befand in der Berliner Zeitung, dass Landkrimis fast immer ein gewisses Etwas hätten, schräger und überraschender wären und oft mit einem politischen Hintergrund spielten. Wenn in deutschen Filmen Politiker als verdorben und korrupt gezeichnet würden, wirke es schnell aufgesetzt und populistisch. In Österreich aber wären diese Unterstellungen quasi Standard: Der Skandal um die Strache-Videos auf Ibiza habe vorgeführt, dass die Realität mitunter sogar noch abgedrehter sei als im Film. Das dunkle Paradies bliebe zunächst konventionell konstruiert. Die Figur der Franziska bliebe trotz holzschnittartigen Konflikts jederzeit glaubwürdig. Auch visuell habe der Film einiges zu bieten, nicht nur in der eleganten Eingangsszene. Auch wenn Franziska und ihr Kollege Merana den Fall lösen können, bliebe die Auflösung bitter.
Heike Hupertz schrieb in der Frankfurter Allgemeinen Zeitung, dass die Anfangssequenz ästhetisch verspielt sei und gleichzeitig spektakulär sein wolle. Weder in der einen noch in der anderen Hinsicht halte der Film, was dieser Anfang verspreche. Über dem von Reinsperger und Wenzl differenziert gespielten Drama gerate der Kriminalfall zeitweilig fast gänzlich aus dem Blick. Seine Aufklärung würde fast lieblos heruntergebetet. Zwei Dramen seien hier entschieden eins zu viel. Als reiner Mitratekrimi sei der Film eine Enttäuschung. Als gesellschaftliche Prüfung lesbischer Liebe steche der Film aus dem Krimieinheitsprogramm heraus.

### Einschaltquote
Die Erstausstrahlung im ORF am 10. Dezember 2019 wurde von bis zu 678.000 und durchschnittlich 657.000 Sehern verfolgt, der Marktanteil lag bei 22 Prozent bzw. bei 19 Prozent bei den 12- bis 49-Jährigen.
In Deutschland sahen den Film bei Erstausstrahlung 4,86 Millionen Personen, der Marktanteil betrug 16,9 Prozent.

## Auszeichnungen und Nominierungen
Der Film wurde 2020 in den Wettbewerb des Deutschen FernsehKrimi-Festivals eingeladen.
Romyverleihung 2020
- Auszeichnung in der Kategorie Beste Regie TV-Fiction (Catalina Molina)[22]